# Enicospilus cressoni
Enicospilus cressoni là một loài tò vò trong họ Ichneumonidae.